# 이반 치한
이반 리호라비치 치한(벨라루스어: Іва́н Рыго́равіч Ці́хан, 러시아어: Ива́н Григо́рьевич Ти́хон 이반 그리고리예비치 티혼[*], 1976년 7월 24일 ~ )은 벨라루스의 육상 선수로 주 종목은 해머던지기이다. 그는 세계 육상 선수권 대회에서 2번 우승했고 올림픽에서 메달을 1번 획득했다.

## 어린 시절
치한은 현재의 벨라루스 흐로드나주의 슬로님구에 위치한 흘로우세비치라는 마을에서 태어났다. 그는 지금 벨라루스 흐로드나에서 살고있다. 그의 부인 볼하는 원반던지기 선수이다. 치한은 올림픽 우승자인 세르게이 리트비노프의 지도를 받고 있다.

## 스포츠 경력
치한은 1997년 세계 육상 선수권 대회 참가하여 에 자신의 생애 첫 세계 육상 선수권 대회에 출전했지만, 결승에 진출하지 못했다. 그는 1998년 유럽 선수권 대회에서도 결승 진출에 실패했지만, 2000년 하계 올림픽때 결승전에서 같은 국가의 바딤 데뱌톱스키와 함께 공동 3위를 했다. 그러나 예선 기록이 데뱌톱스키보다 저조하여 최종 순위는 4위로 머물렀다. 그 후 2001년 하계 유니버시아드 대회에서 6위를 했고 2002년 유럽 선수권 대회에서 9위를 했다. 그는 2001년 세계 선수권 대회에 출전했지만 결승에 진출하지 못했다.
2003년 처음으로 80m가 넘는 기록을 세웠다. 그는 2003년 파리에서 열린 세계 선수권 대회에서 83.03m를 기록하며 우승을 차지했다. 그는 2003년 하계 유니버시아드 대회에서 우승했고, 월드 애슬레틱스 파이널에서 3위를 했다. 그는 8월에 민스크에서 개인 최고 기록인 84.32m를 세웠다.
2004년 아테네에서 열린 올림픽에서 79.81m를 기록하여 은메달을 획득했다. 그러나 그의 도핑 샘플을 재검사한 결과 2012년에 국제 올림픽 위원회(IOC)는 그의 메달을 박탈하는 처분을 내렸다. 올림픽 이후에는 월드 애슬레틱스 파이널에서 은메달을 획득했다. 그는 8월에 민스크에서 84.46m의 최고 기록을 세웠다.
그는 2005년 세계 육상 선수권 대회에서 83.89m를 기록하여 성공적으로 자신의 세계 타이틀을 지켰다. 그 시즌 마지막에 그는 월드 애슬레틱스 파이널에서 우승했다.
2006년에는 예테보리에서 열린 2006년 유럽 선수권 대회에서 우승했으며, 2006년 월드 애슬레틱스 파이널에서 2위를 했다. 그의 시즌 최고 기록은 81.12m였다.
2007년에 그의 3번째 세계 육상 선수권 대회인 오사카 대회에서 83.64m의 기록으로 우승을 차지했다. 이 때 세운 기록은 그의 시즌 최고 기록이다. 그는 2007년 월드 애슬레틱스 파이널에서 다시 한번 우승했다.
그는 2008년 하계 올림픽에서 81.51m의 기록으로 3위를 했다.

## 도핑 위반
2008년 8월 12일 2008년 하계 올림픽 당시 같이 출전하여 메달을 획득한 바딤 데뱌톱스키와 함께 진행된 도핑 검사에서 테스토스테론에서 비정상적인 수치의 양성 반응을 보였다. 두 선수는 국제 올림픽 위원회에게 메달을 박탈당했고 스포츠 중재 재판소(CAS)에 항의했다. 이후 2010년 6월에 CAS는 도핑 검사 결과를 뒤집고 두 선수의 메달 박탈을 취소했다. 